# Spekulatius

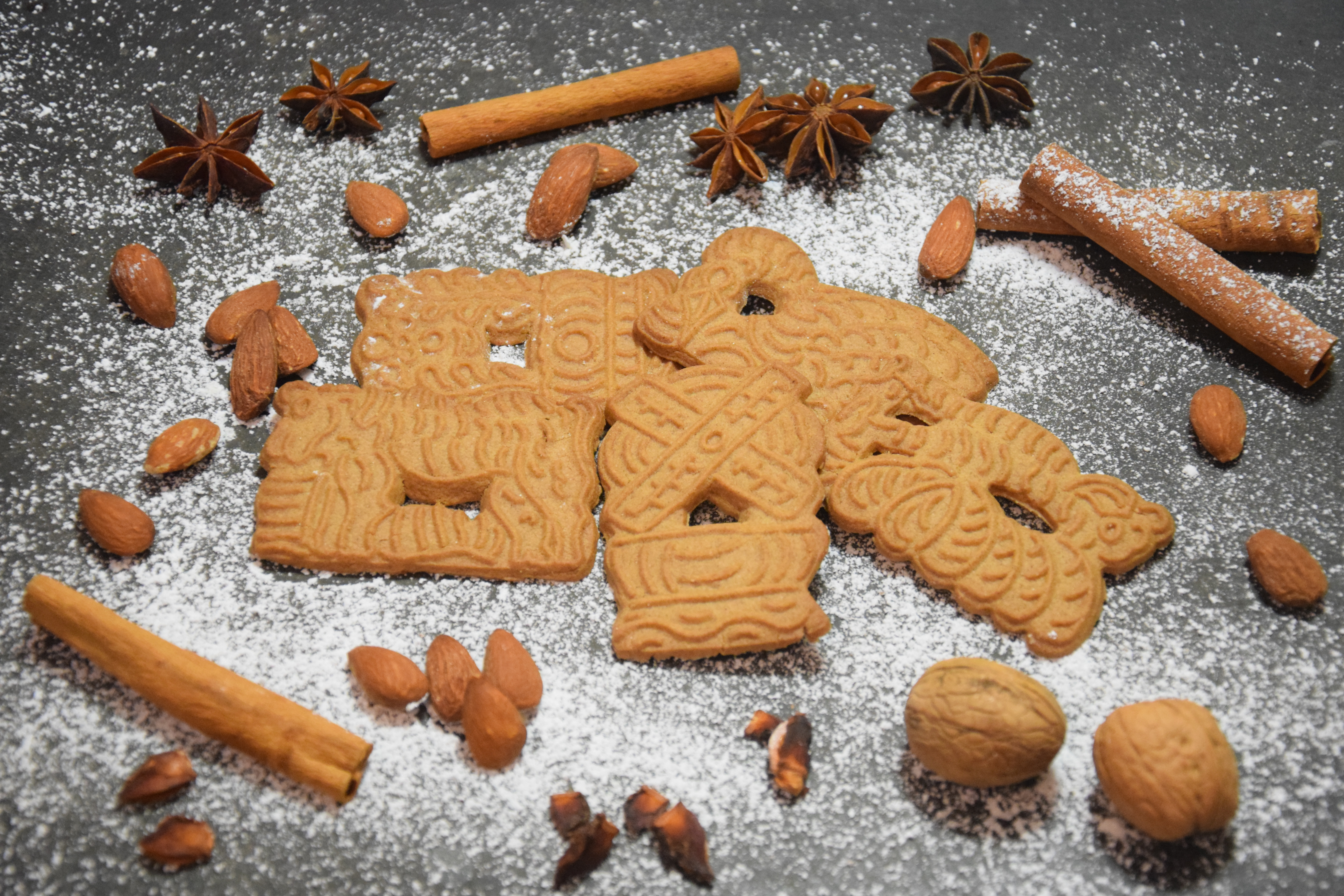
Spekulatius

A spekulatius vagy speculoos lapos, ropogós keksz, melyet általában fahéjjal, szegfűszeggel és kardamommal fűszereznek és dombormotívumokkal díszítenek. Eredetileg Szent Miklós ünnepéhez kötődött, és a kekszek motívumai a püspök életének mozzanatait ábrázolták. Napjainkra nagyrészt elveszítette vallásos vonatkozását.

## Etimológia
Az elnevezés valószínű eredete a speculator szó, mely latinul felvigyázót jelent, és Szent Miklós jellemzője volt. Mások szerint a tükör jelentésű speculum szóból ered, mely a dombornyomáshoz használt faragott mintákra vonatkozik. Hollandul speculaas (melyet az angol is átvett), franciául speculoos. Magyarul helytelenül mesekeksznek is nevezik a mézes Mese keksszel való felületes vizuális hasonlóság miatt, bár összetétele eltér.

## Jellemzése
A péksütemények dombornyomott díszítése már az ókorban is használatos volt, a kolostorokban pedig már legkésőbb a középkor óta szokás volt vallási motívumokkal díszíteni a süteményeket. Valószínűleg így alakult ki a spekulatius is, mely eredetileg Szent Miklós ünnepéhez kötődött, és különösen Németországban és Hollandiában lett népszerű ünnepi édesség. A kekszek mintái hagyományosan Szent Miklós életének mozzanatait ábrázolták (püspök, tengerész, hajó, ló, öszvér), de napjainkban új, a legendákhoz nem kötődő formák is népszerűek lettek, főként holland hatásra (például szélmalom, elefánt, parasztház).
A spekulatius már a 18. században elterjedtnek számított, de a felhasznált keleti fűszerek miatt igen drága volt, így csak a gazdagabb emberek engedhették meg maguknak. A 20. század második felében ára lecsökkent, így mindenki számára elérhetővé vált. A 21. században nagyrészt elveszítette vallásos, ünnepi kötődését.
Hagyományos változatát fahéjjal, szegfűszeggel és kardamommal fűszerezik, de létezik mandulalisztes, melaszos, vajas változat is.